# Jedľové Kostoľany
Jedľové Kostoľany é um município da Eslováquia, situado no distrito de Zlaté Moravce, na região de Nitra. Tem 27,29 km² de área e sua população em 2018 foi estimada em 899 habitantes.

## Demografia
| Ano:        | 1994 | 2004   | 2014   | 2024   |
| ----------- | ---- | ------ | ------ | ------ |
| Broj ljudi: | 1079 | 1011   | 922    | 871    |
| Razlika:    |      | -6,30% | -8,80% | -5,53% |

| Ano:               | 2023 | 2024   |
| ------------------ | ---- | ------ |
| Número de pessoas: | 879  | 871    |
| Diferença:         |      | -0,91% |